# Трубадур (Бременские музыканты)
Трубадур — главный герой мультфильмов «Бременские музыканты», «По следам бременских музыкантов» и «Новые бременские», фильма «Бременские музыканты», а также грампластинок, книг и пьес по мультфильмам.

## Описание
Трубадур — оптимистичный и весёлый бродячий артист, одетый в красную рубашку и розовые штаны. Вместе с Бременскими музыкантами путешествует «по белу свету», развлекая случайных прохожих. В первом мультфильме, заехав с друзьями-животными в город, он влюбляется в Принцессу, и, добившись у её отца-Короля её руки и сердца, решает остаться во дворце (по крайней мере, в этом были уверены его друзья), но позже передумывает и догоняет повозку вместе с Принцессой.
Трубадур (как и кот и пёс) играет на стилизованных музыкальных инструментах, напоминающих гитары, однако инструмент Трубадура используется им также как скрипка, на которой он играет смычком.
Во втором мультфильме Трубадуру приходится спасать Принцессу от нанятого Королём Гениального сыщика, а своего друга Петуха — от разбойников. В третьем мультфильме Трубадур переходит на второй план, а главным героем становится его сын, Трубадур-младший.

## История создания
Трубадура не было в оригинальной сказке Братьев Гримм, а добавить его в сценарий предложил Василий Ливанов. На первых набросках Макса Жеребчевского герой был изображён в колпаке, как скоморох, что режиссёру Инессе Ковалевской не понравилось. Но потом ей в руки попал журнал иностранной моды из закрытой библиотеки Госкино, где она увидела мальчика-блондина с причёской под «The Beatles» и втиснутого в узкие джинсы, внешний вид которого и повлиял на облик Трубадура. В третьей серии («Новые Бременские») Трубадур внешне отдалённо напоминает певца Игоря Николаева: носит усы и длинные волосы.

## Озвучка в мультфильме
В первом мультфильме Трубадура озвучивал Олег Анофриев, во втором — Муслим Магомаев. В мультфильме «Новые бременские» его партии исполнил Филипп Киркоров. В фильме «Бременские музыканты» 2024 года роль Трубадура исполнил Тихон Жизневский.

## Влияние
- В Хабаровске установлена скульптура, изображающая Трубадура вместе с Принцессой.
- В мультфильме «Бременские разбойники» (2016) появляется похожий персонаж — Трубин Гуд, образ которого является смесью Трубадура с персонажем английских баллад — Робином Гудом.